# Зеда-Учхуби
Зеда-Учхуби (груз. ზედა უჩხუბი) — село в Грузии, на территории Озургетского муниципалитета края (мхаре) Гурия.

## География
Село находится в западной части Грузии, на левом берегу реки Натанеби, на расстоянии приблизительно 4 километров (по прямой) к востоку от города Озургети, административного центра муниципалитета. Абсолютная высота — 153 метра над уровнем моря.

## Население
По результатам официальной переписи населения 2014 года, в Зеда-Учхуби проживало 335 человек (164 мужчины и 171 женщина). В национальной структуре населения грузины составляли 98,5 %, русские — 0,9 %, армяне — 0,3 %.
| Год  | Население, человек |
| ---- | ------------------ |
| 2002 | 468                |
| 2014 | ↘ 335              |